# Об'єкт сексуальності
Об'єктофілія — це психологічне явище, при якому людина відчуває емоційну або романтичну прихильність до предметів, предметів або конкретних структур. Термін "об'єктофілія "походить від слів objectus (Шаблон:Tr) і philia (Шаблон:Tr), і позначає особливий тип аморозної прихильності до неживих об'єктів.
Цей стан може проявлятися в різних формах, від простої симпатії або залучення до об'єкта до глибокого почуття любові і прихильності, супроводжуваного фантазіями і емоційними переживаннями. Об'єктофілія може проявлятися як до живих предметів, так і до неорганічних (наприклад: автомобілі, поїзди, літаки, комп'ютери, меблі, надувні предмети, музичні інструменти) або абстрактним об'єктам (ідеї, концепції).

## Прояв
Прояви об'єктофілії можуть бути різними і індивідуальними для кожної людини. Деякі люди можуть просто відчувати симпатію до певного предмета, враховуючи його естетичну або функціональну привабливість, тоді як інші можуть розвивати глибокі емоційні зв'язки з конкретними предметами, аж до відчуття, що ці об'єкти мають власну особистість або навіть душу.
Прихильники об'єктофілії можуть називати свої предмети любові партнерами, вести з ними розмови, доглядати за ними і навіть відчувати ревнощі, якщо хтось втручається в їхні стосунки з об'єктом. Це може бути асоційоване з романтичними або сексуальними фантазіями, а також з глибоким почуттям розради і безпеки, яке предмет може приносити своєму власникові.